# 韩皋
韩皋（746年—824年），字仲闻，唐代大臣，京兆府万年县（今陕西省西安市）人。唐德宗时宰相韩滉之子。

## 生平
韩皋初为京兆府云阳县尉，应贤良举，擢贤良科，任右拾遗，唐德宗贞元年间，历任左补阙、起居郎、考功员外郎、中书舍人、尚书右丞、兵部侍郎。任京兆尹时，对百姓苛刻剥削，隐瞒灾情，韩皋以府中仓库虚竭，不敢实奏。后百姓向内官遮道投状检举，韩皋被德宗贬为抚州司马。後转任杭州刺史、入为尚书左丞。唐顺宗时，被王叔文排挤，为鄂州刺史、鄂岳观察使。迁润州刺史、浙西观察使。后为东都留守。唐宪宗元和八年（813年）六月，加检校吏部尚书，兼太子少傅，判太常卿事。出为许州刺史、忠武军节度使。元和十一年（816年）三月，充大明宫使。元和十五年（820年）闰正月，唐穆宗即位，拜韩皋为宪宗山陵礼仪使；三月，加检校尚书左仆射。唐穆宗长庆元年（821年）正月为尚书右仆射，次年四月为尚书左仆射。长庆四年（824年）春以本官兼东都留守，到洛阳上任时，路过戏源驿时暴卒。年七十九。赠太子太保，谥号贞。
韩皋通晓音律，尝观人弹奏《广陵散》，作《广陵散解》。

## 家庭

### 祖父母
- 韩休，黄门侍郎、同平章事、太子少师
- 河东柳氏

### 父亲
- 韩滉，左仆射、同平章事、晋国公

### 夫人
- 京兆韦氏，原配[來源請求]
- 郑婉，继室，出自荥阳郑氏襄城公房，隋朝尚书左仆射、襄城郡公郑先护五代孙女，隋朝秘书郎郑信四代孙女，唐朝洛州司马郑乾瓒玄孙女，沧州刺史郑孝本曾孙女，华州刺史郑倩之孙女，河中少尹、蓬州刺史郑湜次女
- 李温，淮安王李神通六代孙女，太子洗马李仲卿曾孙女，舒州长史李宏孙女，婺州録事参军李蒙之女，韩皋的姨表妹，封陇西郡夫人

### 子女
- 韩充
- 韩衮